# Boletus subalpinus
Espèce
Xerocomellus subalpinus, de son nom vernaculaire en français Cèpe subalpin est un champignon basidiomycètes comestible rare de la côte Ouest de l'Amérique du Nord. Cèpe du genre boletus de la famille des boletaceae, Ce bolet, proche de boletus edulis se distingue des autres cèpes par sa capacité à se développer à des altitudes très élevées dans la chaine des Montagnes Rocheuses en Oregon et en Californie.

## Taxinomie

### Nom binominal
Boletus subalpinus Trappe & Thiers (1969).

### Synonyme
- Xerocomus subalpinus
- Boletus subalpinus
- Boletus chrysenteron var subalpinus
- Gastroboletus subalpinus Thiers, H.D. (1975)[2].
- Boletus edulis var subalpinus[3]

### Classification phylogénétique
Pendant de nombreuses années, Xerocomellus subalpinus était considéré comme une sous-espèces ou variété de Boletus edulis. En 2008, une révision taxonomique de la population de cette espèce dans l'ouest nord-américain a été publiée, établissant formellement  Boletus subalpinus comme une espèce distincte. Les analyses phylogénétiques ont vont confirmer Boletus subalpinus en tant que membre d'un clade ou groupe étroitement lié avec Boletus rex-veris, le MRCA d'un des clades de Boletus edulis sensu lato,  Boletus fibrillosus, Boletus pinophilus, Boletus subcaerulescens, et Boletus regineus.

## Description
Chapeau de 60-100 mm de large, convexe, plane, profondément déprimé à plan-convexe.
Cuticule: subtomenteuse, chamois pâle au chamois olive pâle, immuable ou fonçant à brun avec l'âge; coloration rose au gris-lavande quand on la coupe.
Hyménium : petits tubes, moins de 1 mm de large,  concolores, gris-jaune, chamois olive foncé, devenant brun-olive.
Stipe: pied est de 20-50 mm de long, 20-45 mm d'épaisseur à l'apex, Le voile partiel est absent.
Chair: chair blanche, immuable
Odeur: odeurégère odeur farineuse.
Goût : doux, agréable.
Spores: Spore ellipsoïde.

## Habitat
Amérique du Nord: Côte Ouest; Californie, Lassen Volcanic National Park, Shasta-Trinity National Forest et Oregon, Mount Hood; solitaire, haute altitude; Pinaceae diverses au-dessus de 1.600 mètres d'altitude, notamment Abies magnifica, Pinus albicaulis, Pinus contorta, et Tsuga mertensiana; rare

## Saison
Septembre et octobre.

## Comestibilité
Excellent comestible, proche de boletus edulis européen.